# St. Maria (Wenkheim)

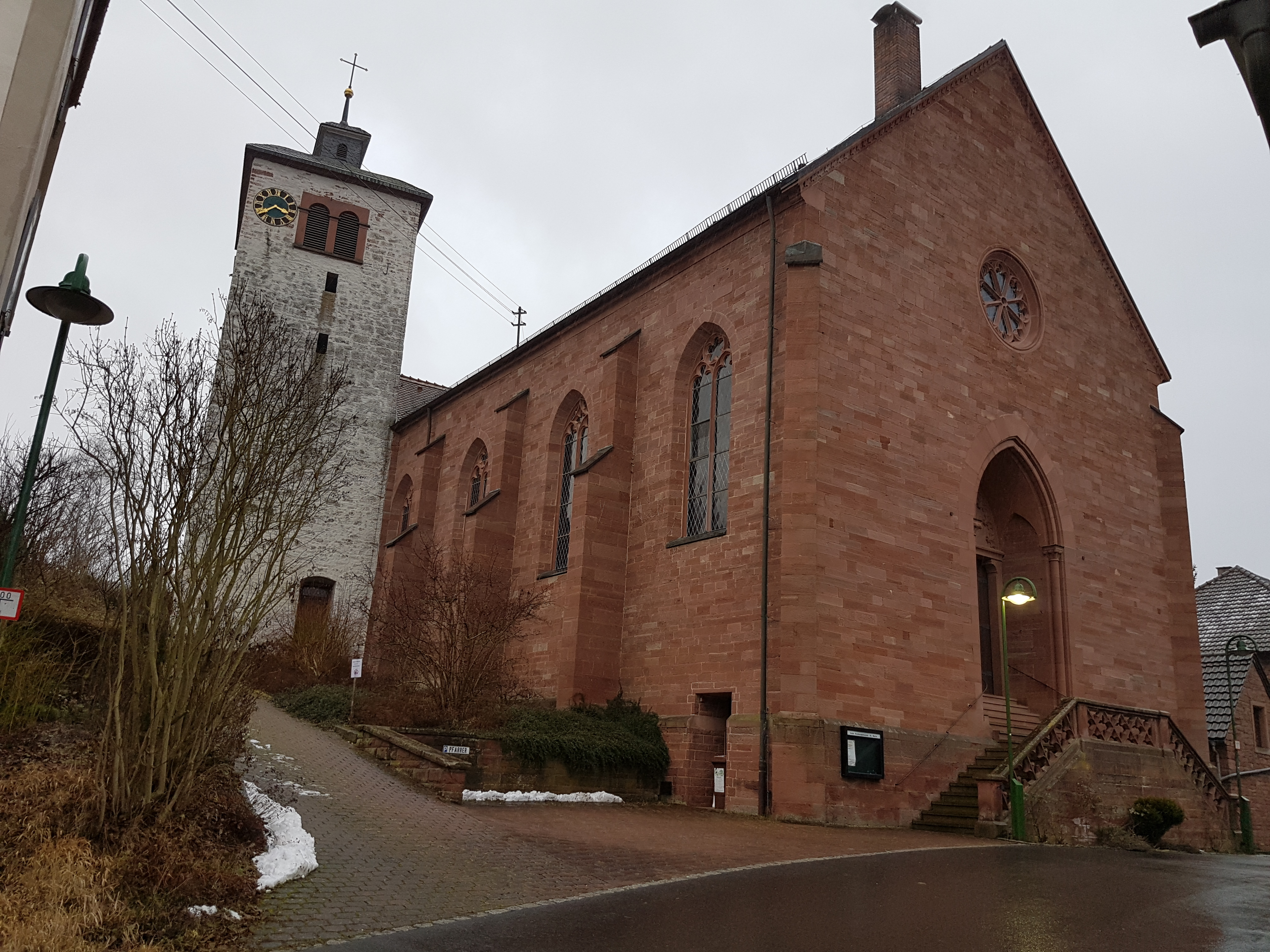
Die Marienkirche in Wenkheim (2017)

Die römisch-katholische Pfarrkirche St. Maria wurde im Jahre 1823 errichtet und befindet sich in Wenkheim im Main-Tauber-Kreis in Baden-Württemberg. Geweiht ist die Kirche nach der Gottesmutter Maria und der Patronatstag ist der 15. August (Mariä Aufnahme in den Himmel).

## Geschichte
Zu früherer Zeit waren die Filialen Brunntal und Hof Baiertal sowie Steinbach in Besitz der Pfarrei Wenkheim. Die Herren von Wenkheim und später die Herren Hund von Wenkheim bildeten den Ortsadel von Wenkheim und waren dem Grafen von Wertheim lehenspflichtig. Der Bischof von Würzburg war die kirchliche Oberherrschaft. Unter diesen Umständen geriet Wenkheim bei der Reformation zwischen die Fronten: Mehrfach vertrieben, fand der katholische Pfarrer schließlich Zuflucht in Brunntal. Nach dem Dreißigjährigen Krieg war Wenkheim größtenteils evangelisch. Dies änderte sich erst durch den Westfälischen Frieden, bei dem die Verhältnisse des Jahres 1624 wieder hergestellt und die kirchlichen Besitzungen wieder den Katholiken zuteilwurden.
Im 30-jährigen Krieg ging als erstes die Filiale Steinbach verloren. Aufgrund der schlechten Wegverhältnisse wurde im Jahr 1914 die Filiale Brunntal an die Pfarrei Werbachhausen abgetreten. Auf Wunsch der Gemeinde wurde 1954 Hof Baiertal an Großrinderfeld übergeben.
Über frühere Gotteshäuser gibt es nur spärliche Informationen. Urkundlich erwähnt wurde die erste Wenkheimer Kirche im Jahr 1258, jedoch ohne Erwähnung des Kirchenpatrons und nur mit einer vagen Beschreibung. Der Vorgängerbau der heutigen Kirche wurde 1823 fertig gestellt und stand vermutlich am Platz der heutigen. Nach 30 Jahren war diese bereits baufällig und wurde abgerissen. 1852/53 wurde die neue Kirche im neugotischen Stil erbaut und im September 1853 geweiht.
In beiden Weltkriegen wurden Glocken zu Kriegszwecken eingeschmolzen. Zur Entnahme wurden die Fenster des Glockenturms auf der Frontseite manuell erweitert, die Bearbeitungsspuren sind heute noch erkennbar. Die Kirche erhielt 1951 ein neues Glockengeläut, dieses war in sich nicht harmonisch abgestimmt. Deshalb wurden 1969 die Glocken im Auftrag der politischen Gemeinde Wenkheim teilweise umgegossen und um eine weitere Glocke ergänzt. Die Glocken wurden in einer feierlichen Prozession von der Turnhalle zur Kirche gefahren.
Heute wird der Chor im Kirchturm als Sakristei genutzt. Die Kirche wurde bei der Renovierung in den 1970er Jahren ausgeräumt und gemäß der nachkonziliaren Liturgie geformt. Die Heiligenfiguren wurden nach der letzten Renovierung im Jahr 2000 erneut in der Kirche platziert. Die Kanzel, die Kommunionbank, der Kreuzweg und der Hochaltar sind jedoch seitdem spurlos verschwunden. In der Sakristei, dem früheren Chorraum, wurde das Sakramentshäuschen freigelegt. Es zeigt eine Kreuzigungsszene mit einem Ritter links und einer Dame rechts, wobei es sich vermutlich um das Stifterpaar handelt. Trotz der starken Beschädigung ist diese Darstellung noch gut zu erkennen.
Nach dem Tod Pfarrer Wörners im Jahr 1952 war kein Pfarrer mehr in Wenkheim ansässig. Betreut wurde die Pfarrei zuerst von Werbachhausen, später von Großrinderfeld und seit dem Jahr 1999 von Werbach. Die Seelsorgeeinheit Werbach mit den Gemeinden Werbach, Gamburg, Werbachhausen mit Brunntal und Wenkheim wurde schließlich im Jahre 2001 errichtet.
Seit einer Dekanatsreform zum 1. Januar 2008 gehört die Marienkirche zur Seelsorgeeinheit Großrinderfeld-Werbach des Dekanats Tauberbischofsheim im Erzbistum Freiburg.

## Kirchenbau und Ausstattung

### Besonderheiten
Der Kirchturm war einst der Wehrturm des im Jahre 1673 zerstörten Wenkheimer Schlosses. Das Erdgeschoss des Turms ist im Besitz der katholischen Pfarrgemeinde, der Rest des Turms sowie das Geläute gehört der politischen Gemeinde. Genutzt wird das Geläut von beiden Konfessionen und ist seit der Elektrifizierung ebenfalls von der evangelischen Kirche aus zu bedienen.
Der Turm wurde bis Mitte des 20. Jahrhunderts zum Trocknen von Feuerwehrschläuchen verwendet, diese wurden über eine Vorrichtung im Inneren des Turmes links an der Außenfassade nach oben gezogen.
Die ursprünglich üppige neugotische Innenausstattung der Kirche von 1890 ging bei einer Renovierung im Jahre 1970 unter Pfarrer Heinrich Roth größtenteils verloren oder wurde verkauft. Erhalten blieben lediglich einige Heiligenstatuen, die von Mitgliedern des Pfarrgemeinderats bewahrt wurden und das Kruzifix. Die Säule, auf der die Kanzel ruhte befindet sich noch heute in der Kirche – sie wurde zum Ambo umgearbeitet.

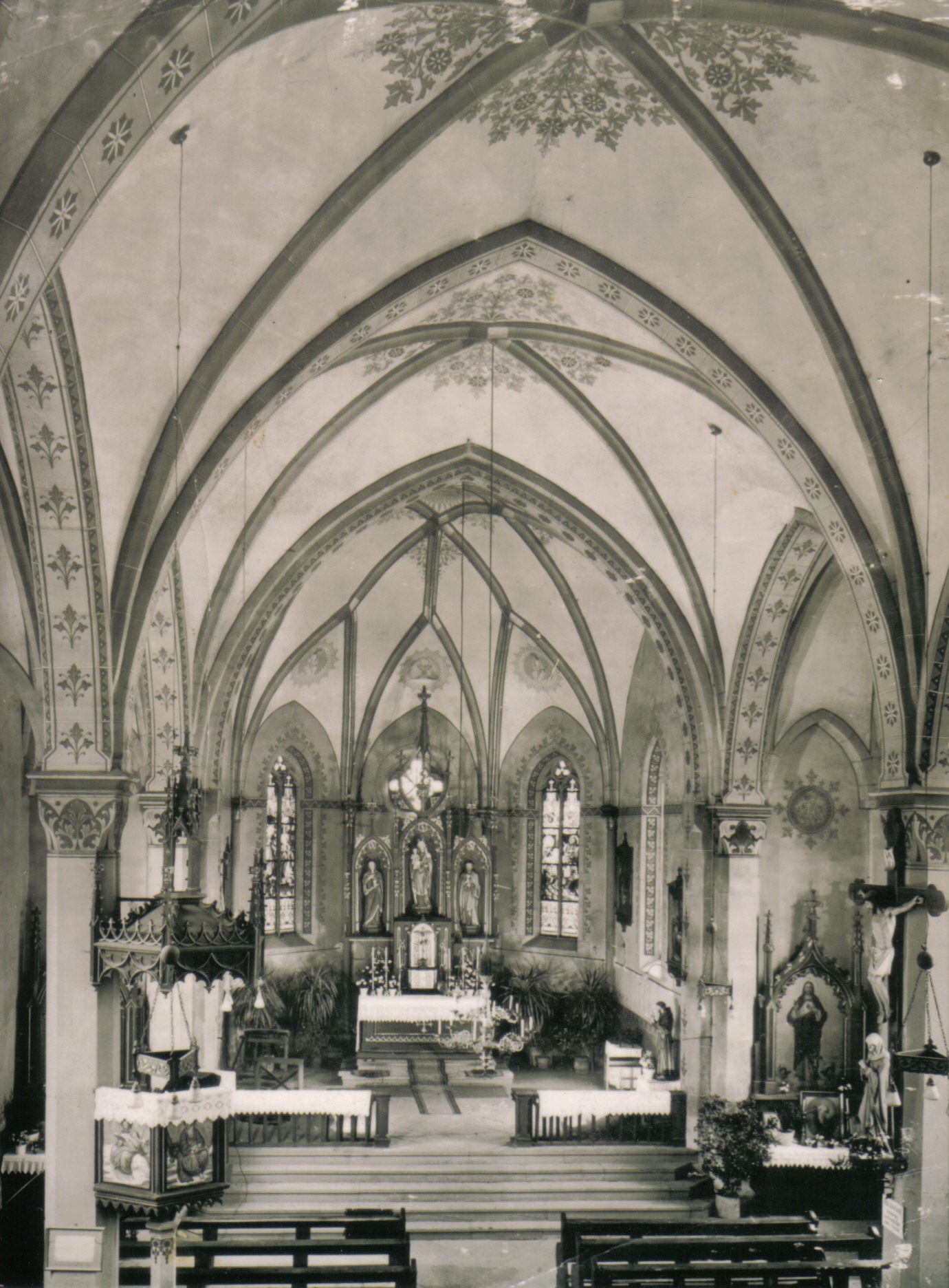
Innenausstattung der Wenkheimer Kirche vor der Renovierung 1970

### Kreuzweg
Der Kreuzweg in der Wenkheimer Kirche umfasst 14 Stationen:

Kreuzwegstationen in der Kirche St. Maria
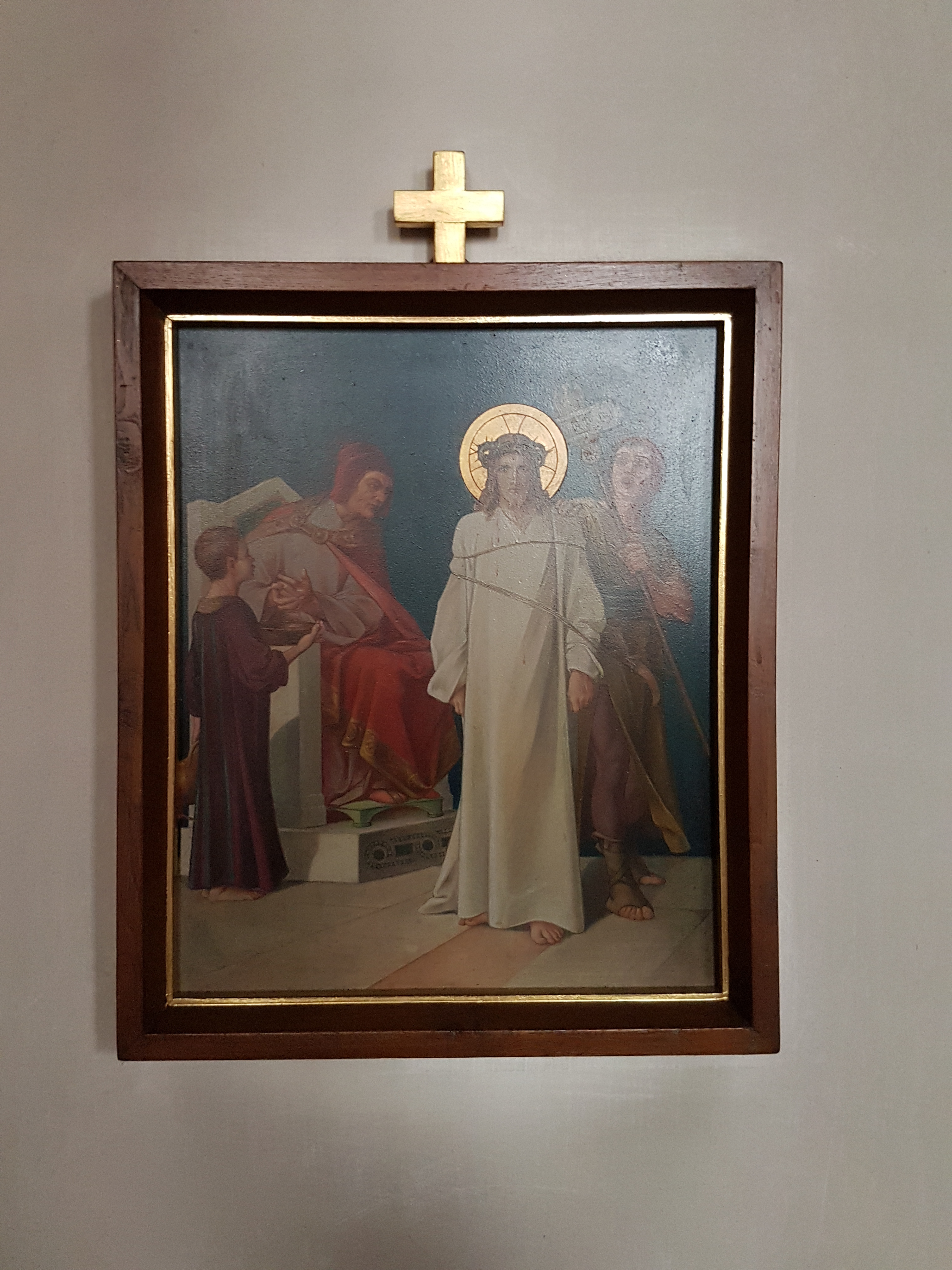
I. Jesus wird zum Tode verurteilt
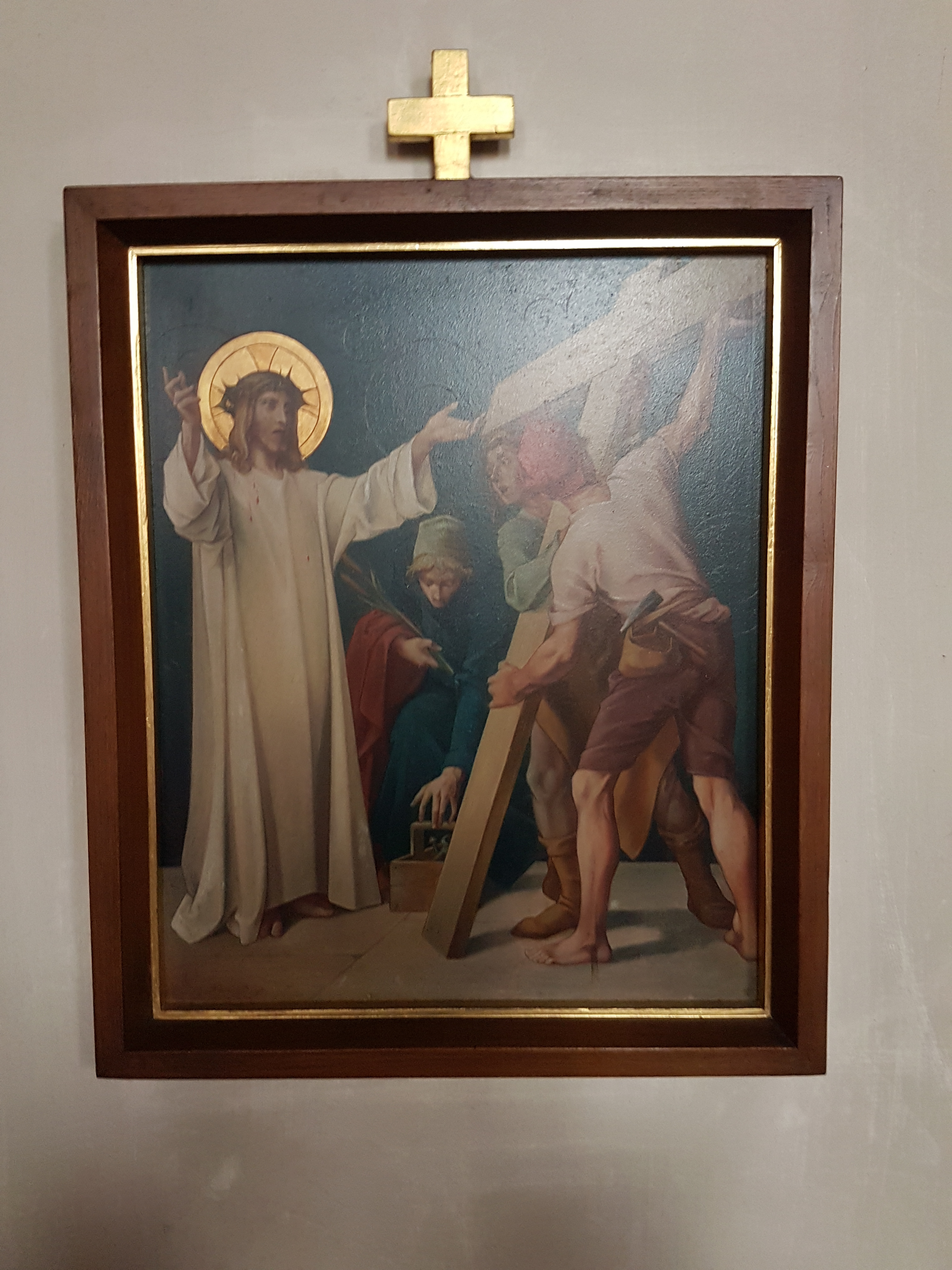
II. Jesus nimmt das Kreuz auf seine Schultern
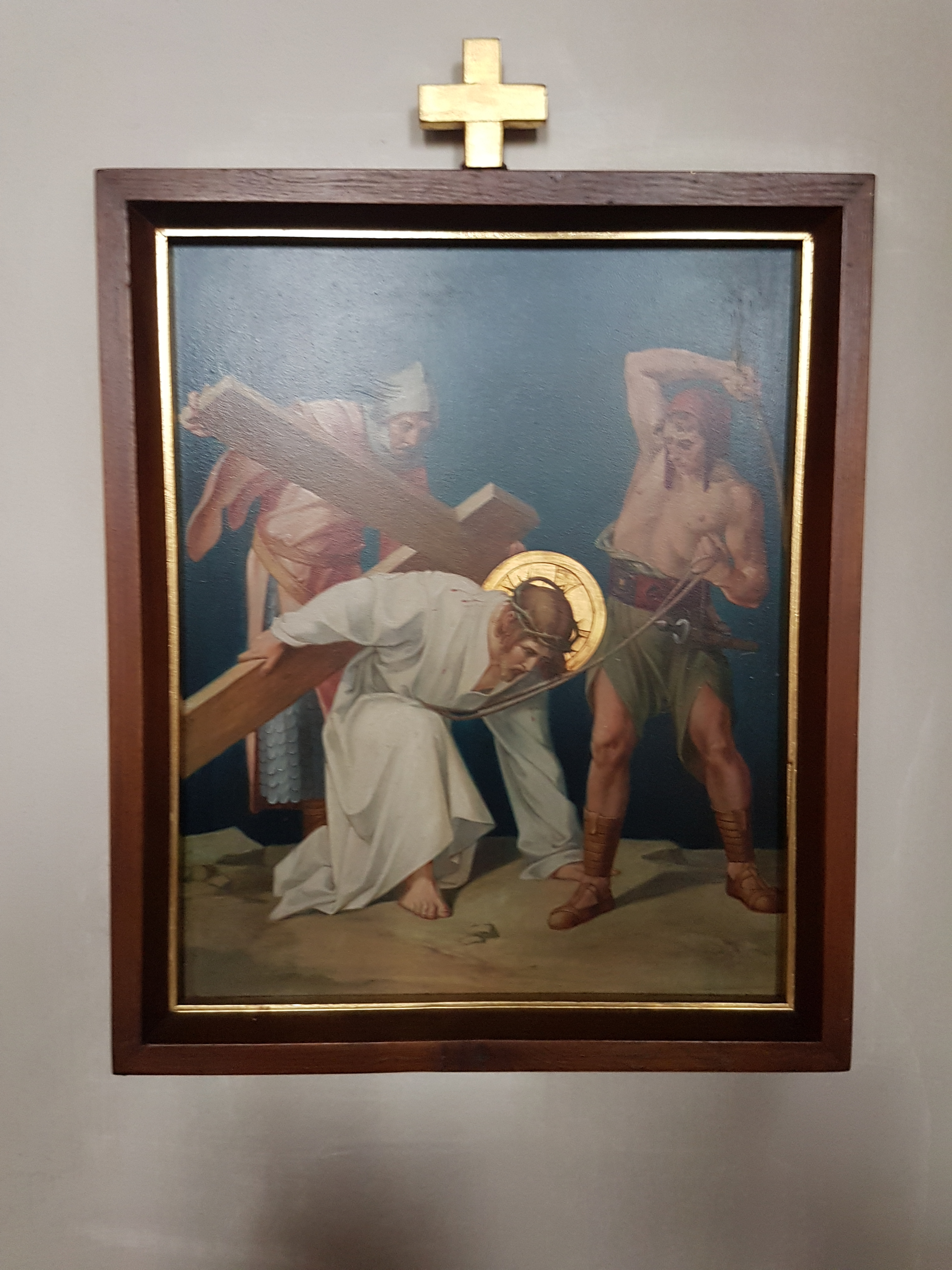
III. Jesus fällt zum ersten Male
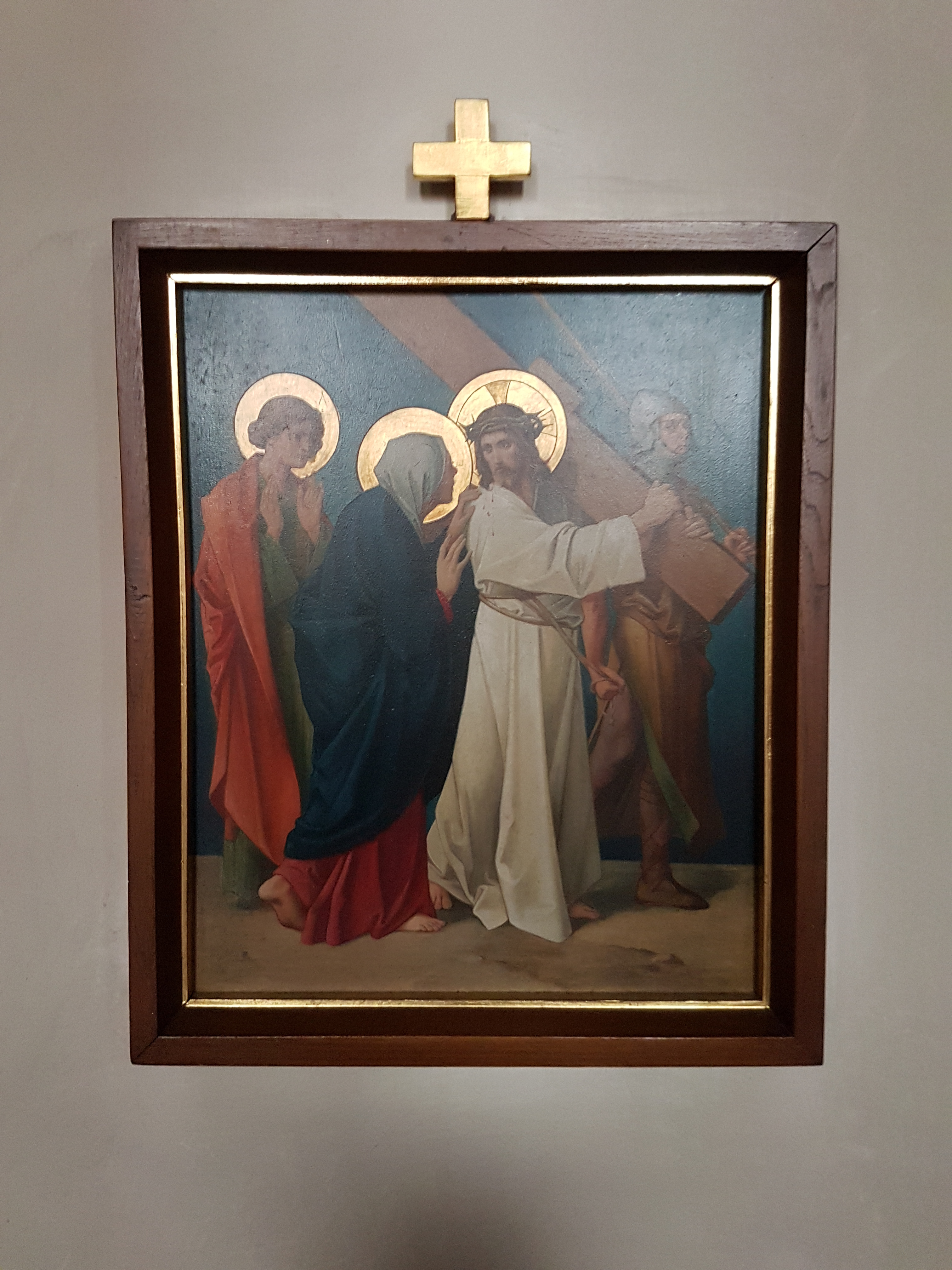
IV. Jesus begegnet seiner hl. Mutter
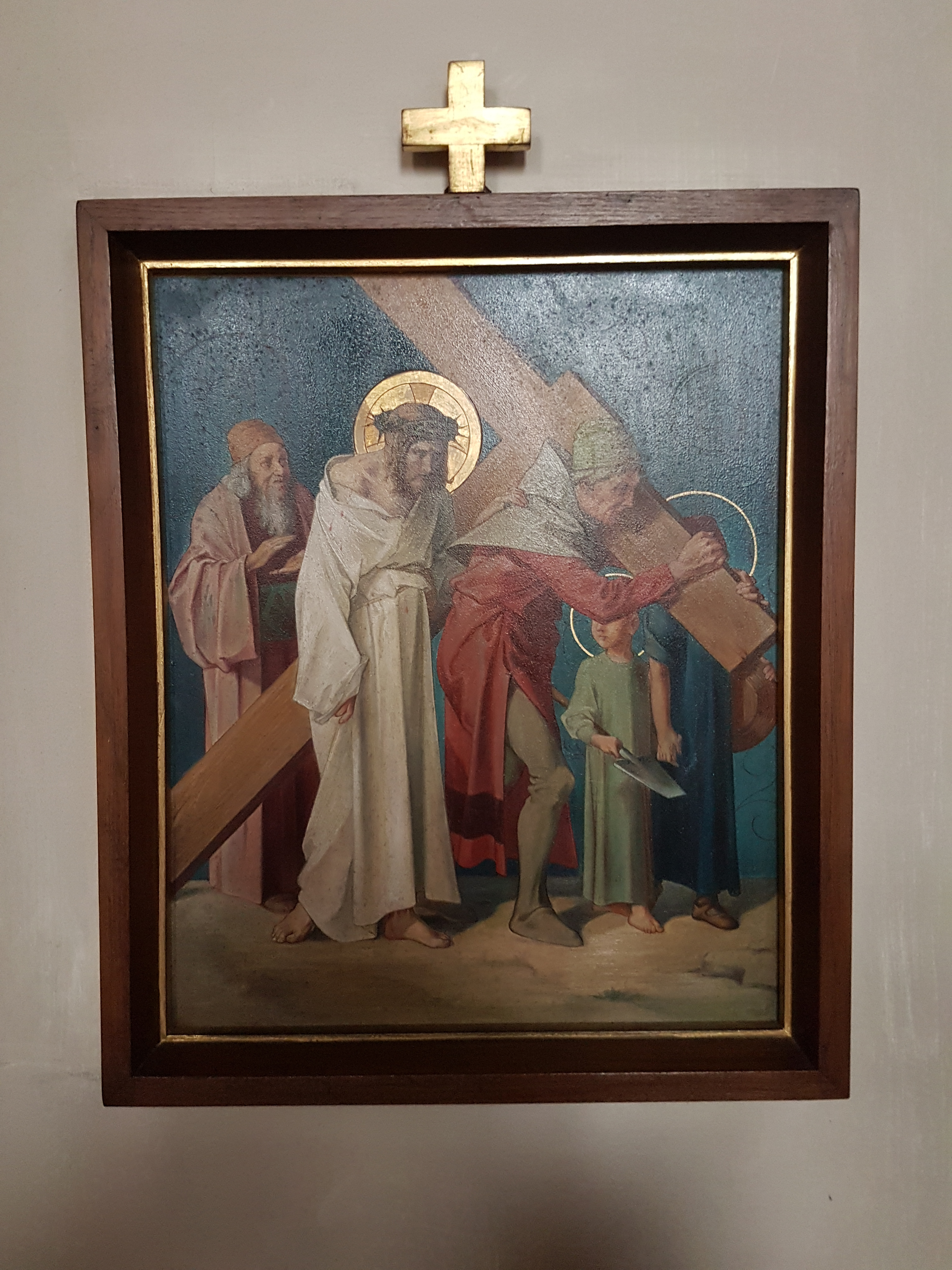
V. Simon von Cyrene hilft Jesus das Kreuz tragen
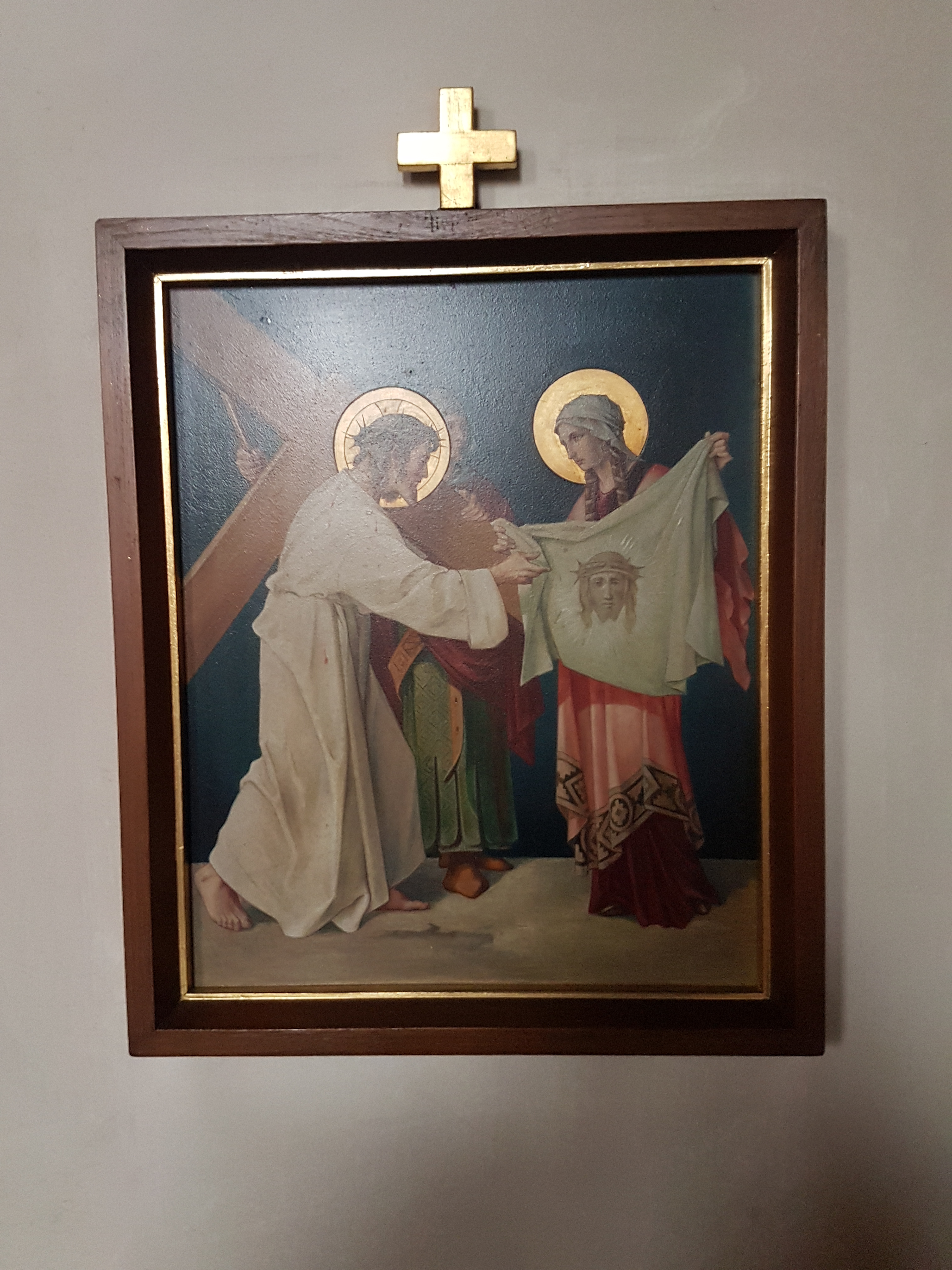
VI. Veronika reicht Jesus das Schweißtuch
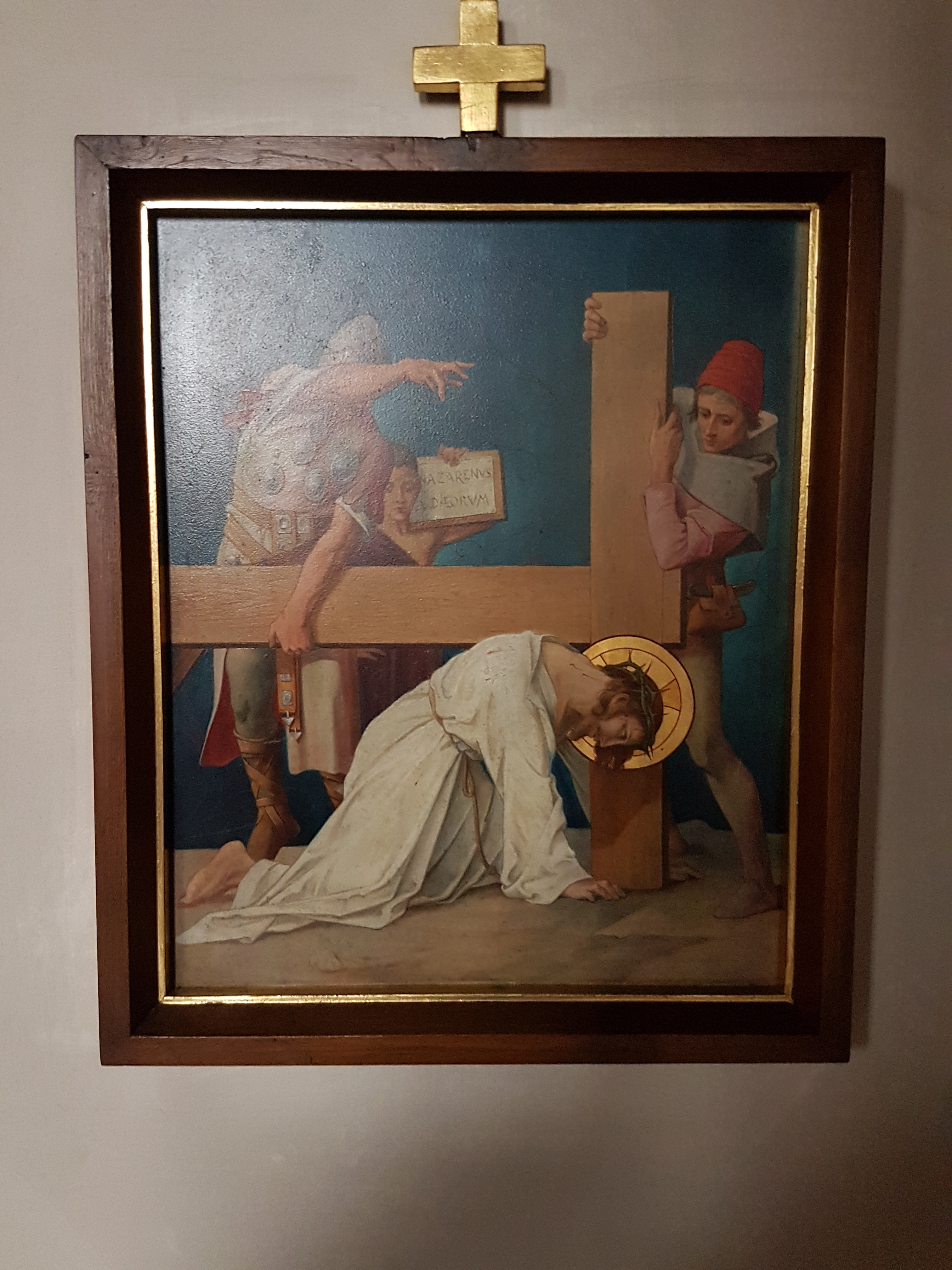
VII. Jesus fällt zum zweiten Male
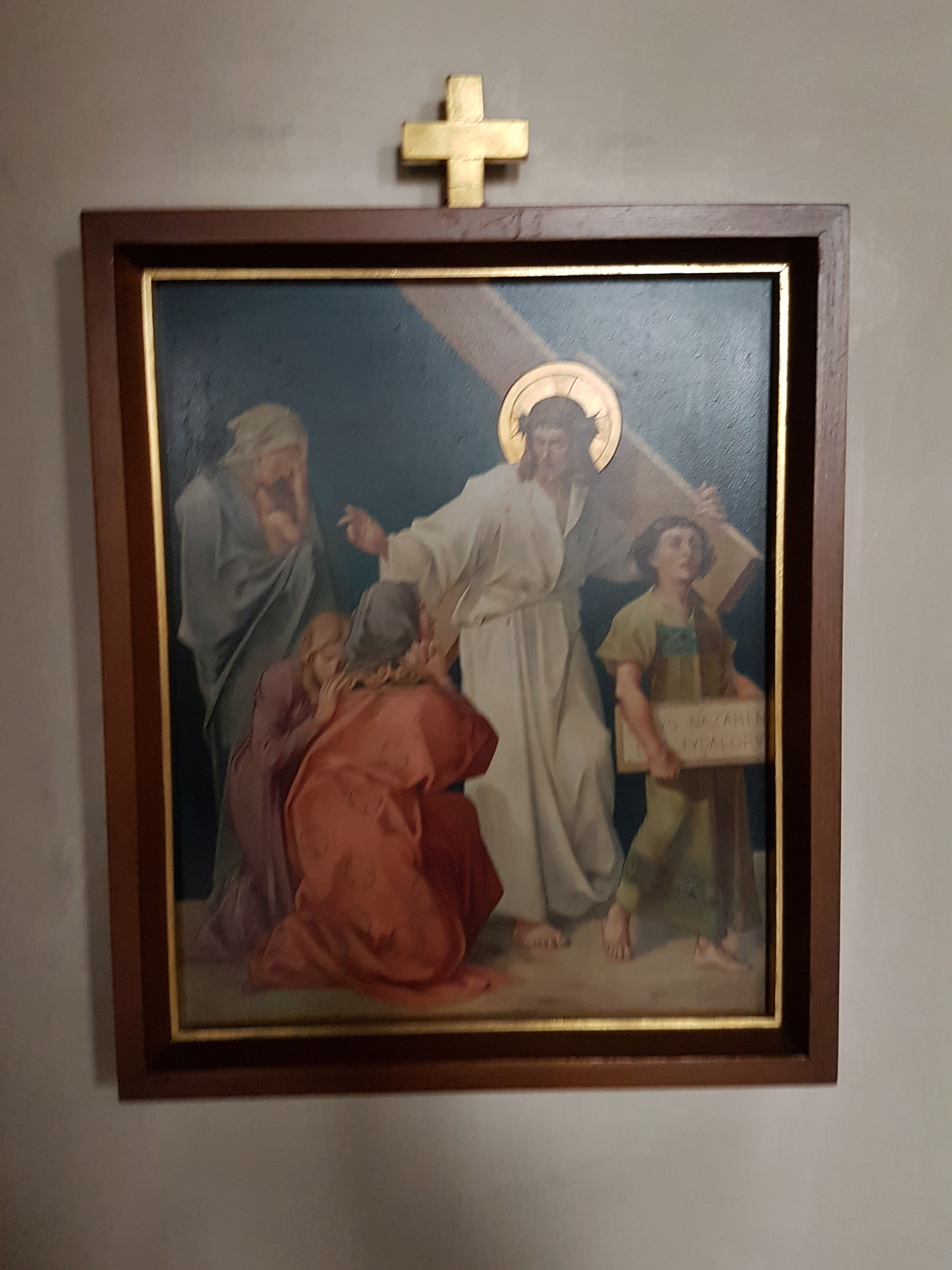
VIII. Jesus tröstet die weinenden Frauen
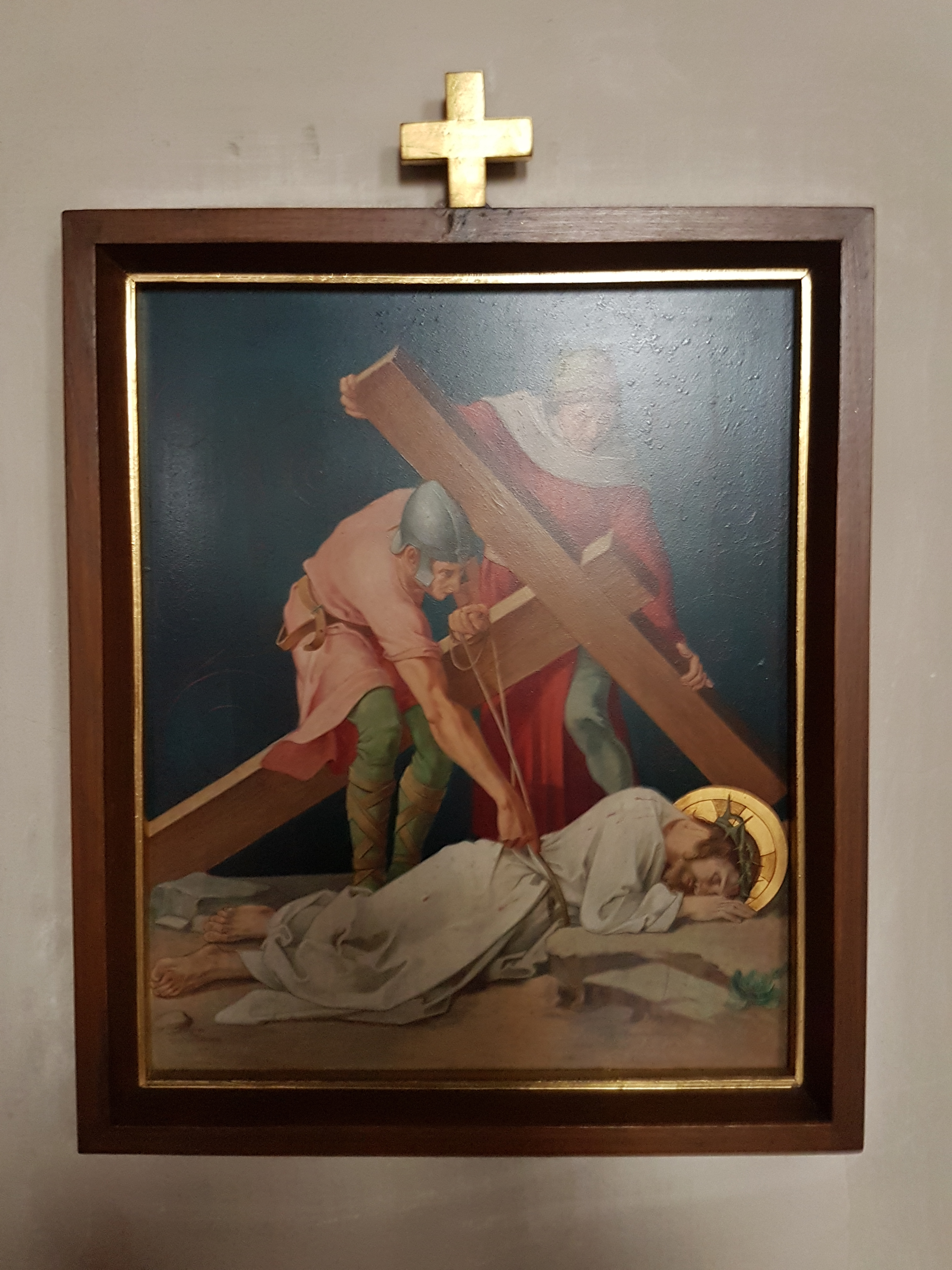
IX. Jesus fällt zum dritten Male
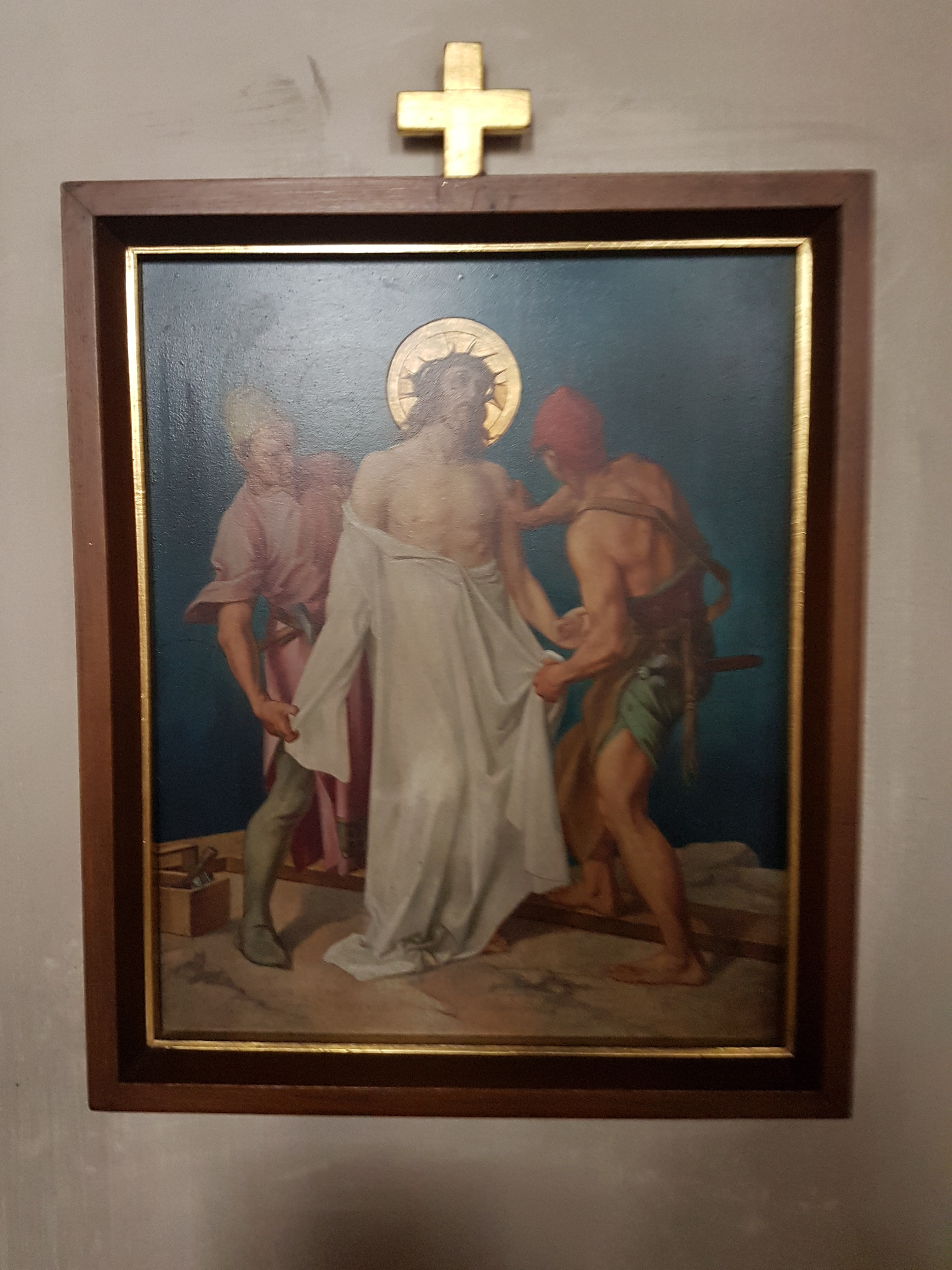
X. Jesus wird seiner Kleider beraubt
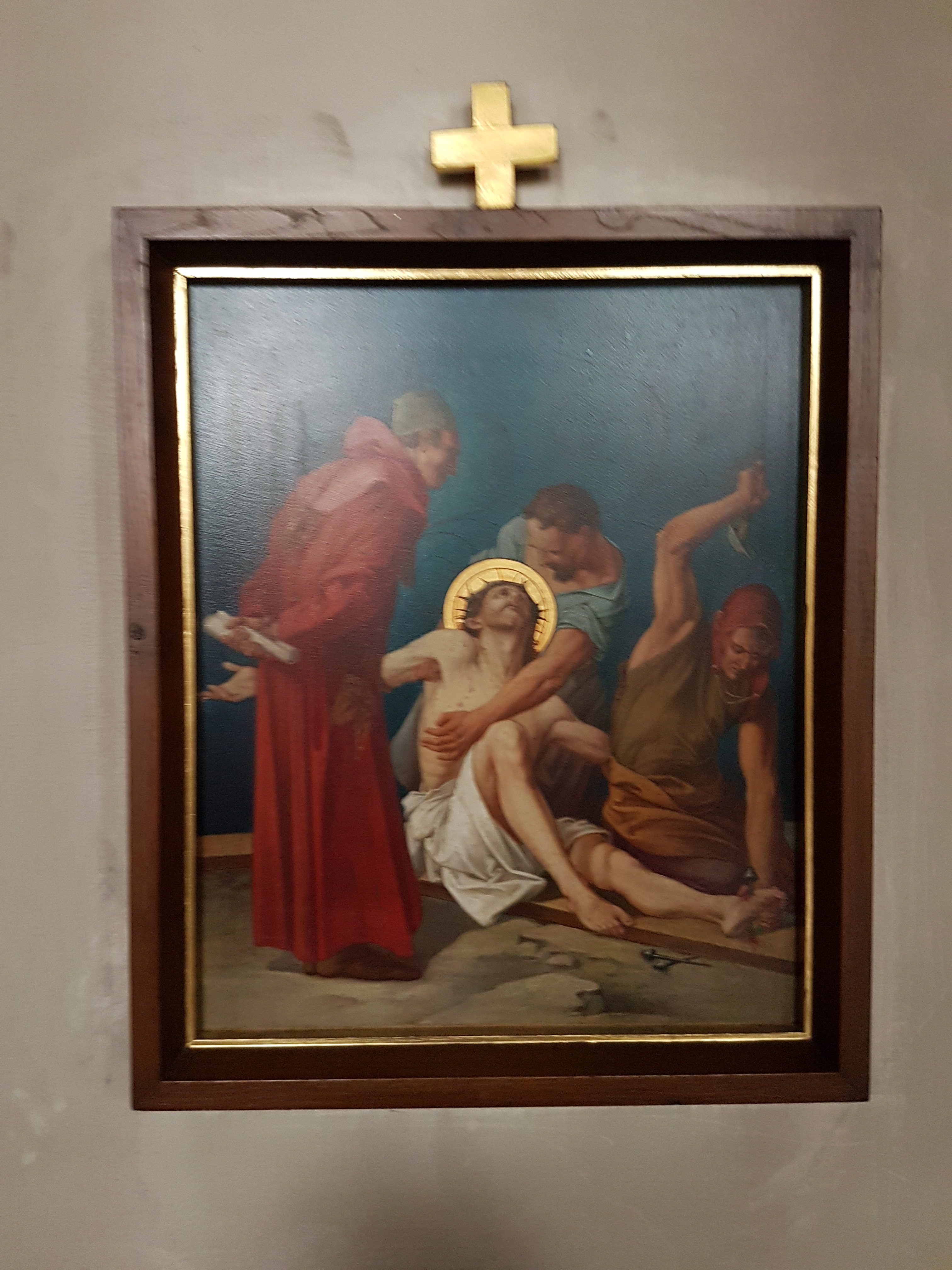
XI. Jesus wird an das Kreuz geheftet
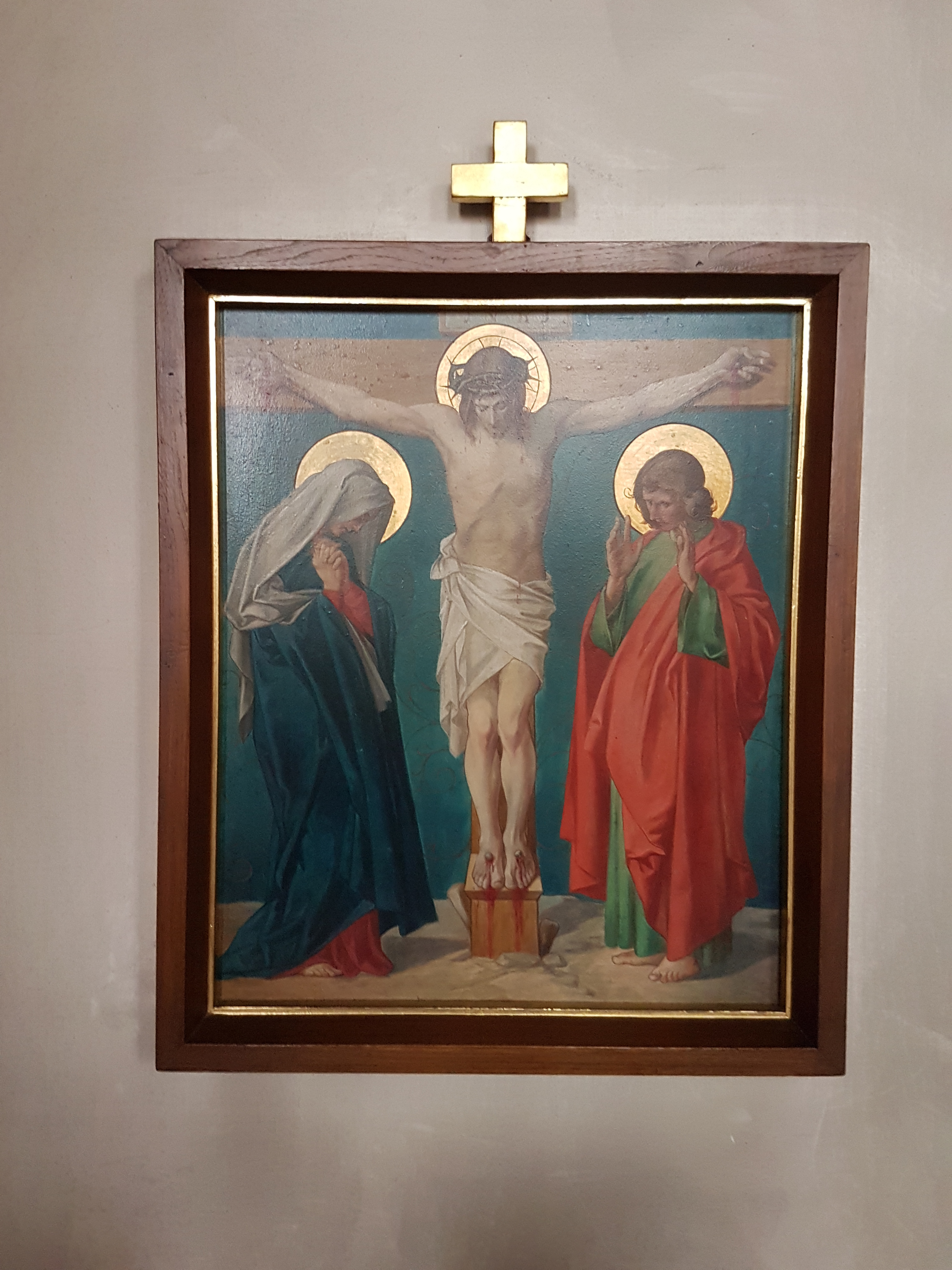
XII. Jesus stirbt am Kreuze
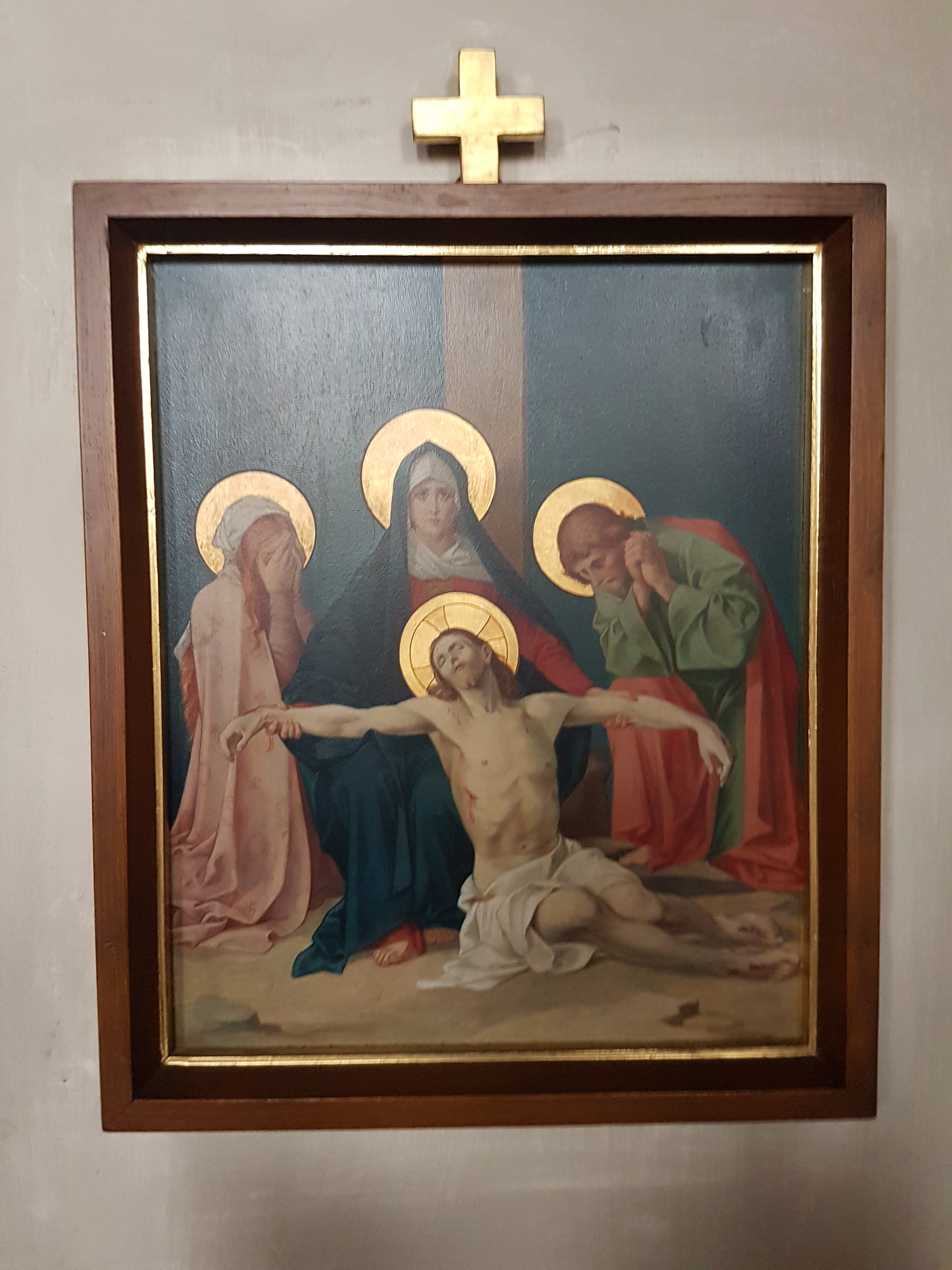
XIII. Der Leichnam Jesu wird vom Kreuze abgenommen
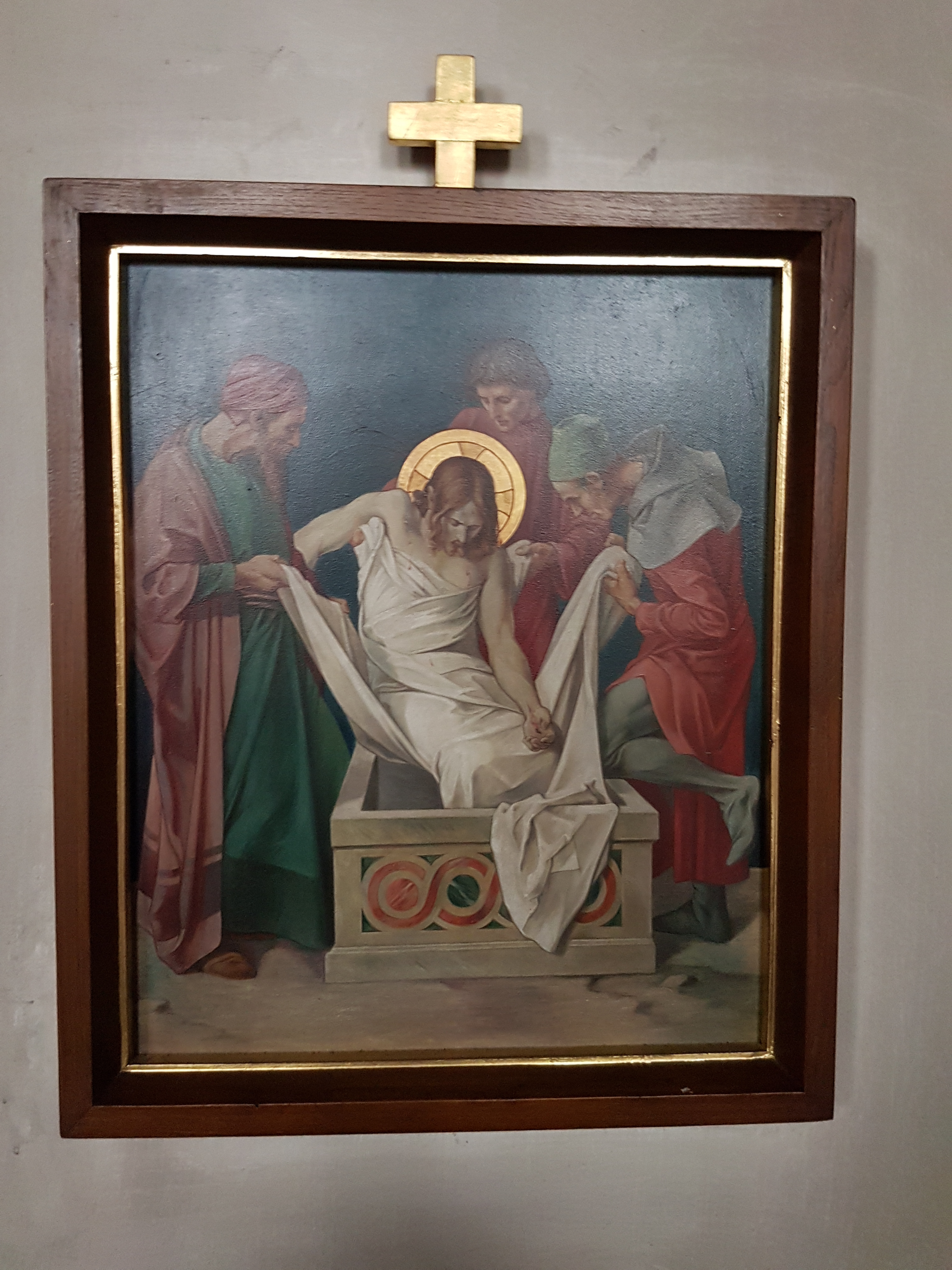
XIV. Jesus wird in das Grab gelegt

### Denkmalschutz
Die Kirche befindet sich in der Lochstraße 1 und steht unter Denkmalschutz. Es handelt sich um einen neugotischen Bau mit eingezogenem polygonalem Chor; 1823 bezeichnet. Daneben befindet sich ein spätgotischer Turm von einer ehemaligen Schlossanlage.